# Herb gminy Świeszyno
Herb gminy Świeszyno – jeden z symboli gminy Świeszyno, autora Kamila Wójcikowskiego i Roberta Fidury, ustanowiony 25 kwietnia 2019.

## Wygląd i symbolika
Herb przedstawia na tarczy w polu czerwonym od czoła z prawej łeb jednorożca z szyją, z lewej łeb kozła z szyją, zwrócone ku sobie, zaś od podstawy roślinę ziemniaka z jednym kwiatem, sześcioma liśćmi i trzema bulwami, wszystko srebrne. 
Łeb jednorożca nawiązuje do herbu rodu rycerskiego von Bevenhausen, który wyobrażał trzy jednorożce w galopie. Ród von Bevenhausen to pierwsi historyczni właściciele Świeszyna. Łeb kozła to godło herbowe pomorskiego rodu von Kameke. Ród ten był ostatnim historycznym właścicielem Świeszyna oraz pobliskiego Strzekęcina, gdzie założył wzorcowe gospodarstwo z hodowlą ziemniaka, której tradycję kontynuował powojenny instytut hodowlany (opracowano tutaj m.in. "Bryzę"), a obecnie Pomorsko Mazurska Hodowla Ziemniaka. Strzekęcińską hodowlę symbolizuje roślina ziemniaka umieszczona na spodzie tarczy.